# Симфонія № 7 (Прокоф'єв)
Симфонія № 7, до-дієз мінор тв. 131 — симфонія Сергія Прокоф'єва, написана у 1952 році, за рік до смерті композитора. Вперше виконана 11 жовтня 1952 року у Москві, диригував Самуїл Самосуд.
Сьома симфонія була задумана С. Прокоф'євим як твір для дітей, однак у процесі роботи над твором його концепція змінилася. Симфонія була закінчена влітку 1951 року. Її музика стала широко відома в 70-і роки завдяки телевізійній заставці для інформаційної програми «Час». У цій симфонії відмічається тенденція до спрощення музичної мови, превалюють меланхолійні та ностальгічні настрої. Примітно, що оптимістичний фінал симфонії був написаний за порадою колег-композиторів з міркувань щодо уникнення переслідувань системою Жданова, яких Прокоф'єв зазнавав раніше і жертвою яких стала його перша дружина, що 20 років провела у концтаборах СРСР.
Прем'єра симфонія відбулася 11 жовтня 1952 року Москві. У 1957 році нагороджена Ленінською премією.
Симфонія складається з 4-х частин:
1. Moderato
2. Allegretto — Allegro
3. Andante espressivo
4. Vivace — Moderato marcato

Загальна тривалість — близько 35 хвилин.
Написана симфонія для великого симфонічного оркестру (потрійний склад духових)
- І ч. — Moderato, форма — сонатне алегро, починається прекрасною мелодією скрипок, ніби розповідь оповідача. Це головна партія, але в середньому розділі характер музики змінюється, починається стривожена «біганина». ПП — урочиста, лірична, мажорна (Фа маж.), має густий тембр, діапазон — більше двох октав. Ця тема повториться у фіналі. ЗП — несподівана, чарівна, ніби відкривається казковий світ; раптом чути голос дзвіночків, до них приєднуються фортепіано і арфа.
- ІІ ч. — Allegretto — в характері романтичного вальсу.
- ІІІ ч. — Andante espressivo — співуча, лірична; як і в першій частині чути задумливі, розповідні інтонації.
- IV ч. — фінал — Vivace — енергійна. Головна тема — рефрен, повторюється кілька разів, нагадує швидкий і веселий танець з підскоком(галоп). В одному з епізодів чути завзятий марш. Наприкінці фіналу звучить ПП з 1-ї ч. як тема радості, краси життя. І знов — казкова заключна тема. Потім композитор ніби прощається з слухачами, музика поступово розчиняється.

## Записи
| Рік  | Оркестр                                                         | Диригент                 | Лейбл звукозапису і номер у каталозі  | Примітка                                               |
| ---- | --------------------------------------------------------------- | ------------------------ | ------------------------------------- | ------------------------------------------------------ |
| 1952 | Симфонічний оркестр Всесоюзного радіо                           | Самуїл Самосуд           | Д — 01476-7 (1953)                    |                                                        |
| 1953 | Філадельфійський оркестр                                        | Юджин Орманді            | Naxos, 980330 (2000)                  |                                                        |
| 1954 | Чеський філармонічний оркестр                                   | Микола Аносов            | Arlechino, ARL 113                    |                                                        |
| 1955 | Оркестр Філармонія                                              | Микола Малько            | Warner Classics, 3822292 (2007)       | Перший стереофонічний запис симфонії                   |
| 1957 | Оркестр концертного товариства Паризької консерваторії          | Жан Мартінон             | Testament, SBT1296 (2003)             |                                                        |
| 1960 | Симфонічний оркестр Баварського радіо                           | Рудольф Кемпе            | Archipel Records, ARPCD0530 (2011)    |                                                        |
| 1962 | Симфонічний оркестр Штутгартського радіо                        | Hans Müller-Kray         | SWR Digital, SWR10219 (2014)          |                                                        |
| 1967 | Великий симфонічний оркестр імені Чайковського                  | Геннадій Рождественський | MEL CD 10 01797 (2011)                | Видано в складі повного комплекту симфоній композитора |
| 1971 | Токійський філармонічний оркестр                                | Кадзуо Ямада             | Columbia Music Ent., TWCO-1010 (2012) |                                                        |
| 1974 | Національний оркестр Франції                                    | Жан Мартінон             | Vox, CDX5001                          |                                                        |
| 1974 | Лондонський філармонічний оркестр                               | Вальтер Веллер           | Decca, 4786475 (2014)                 | Видано в складі повного комплекту симфоній композитора |
| 1977 | Лондонський симфонічний оркестр                                 | Андре Превін             | Warner Classics, 9072312 (2011)       |                                                        |
| 1977 | Симфонічний оркестр Баварського радіо                           | Клаус Теннштедт          | Profil Medien, PH17004 (2017)         |                                                        |
| 1977 | Чеський філармонічний оркестр                                   | Зденек Кошлер            | Supraphon, SU40932 (2012)             | Видано в складі повного комплекту симфоній композитора |
| 1985 | Королевский шотландский национальный оркестр                    | Неэме Ярви               | Chandos, CHAN8442                     |                                                        |
| 1986 | Національний оркестр Франції                                    | Мстислав Ростропович     | Warner Classics, 0825646967551 (2008) | Видано в складі повного комплекту симфоній композитора |
| 1989 | Берлінський філармонічний оркестр                               | Сэйдзи Одзава            | Deutsche Grammophon, 4637612          | Видано в складі повного комплекту симфоній композитора |
| 1989 | Лос-Анджелеський філармонічний оркестр                          | Андре Превін             | Philips, 4784823 (2012)               |                                                        |
| 1990 | Бергенський філармонічний оркестр                               | Ole Kristian Ruud        | Simax, PSC1060 (2008)                 |                                                        |
| 1994 | Національний заслужений академічний симфонічний оркестр України | Теодор Кучар             | Naxos, 8553054                        |                                                        |
| 1995 | Кливлендский оркестр                                            | Владимир Ашкенази        | Decca, 4705282 (2002)                 |                                                        |
| 2003 | Московський симфонічний оркестр                                 | Володимир Зива           | Vista Vera, VVCD-00051                |                                                        |
| 2004 | Лондонський симфонічний оркестр                                 | Валерій Гергієв          | Philips, 4757655 (2006)               | Видано в складі повного комплекту симфоній композитора |
| 2007 | Гюрценіх-оркестр                                                | Дмитро Китаєнко          | Capriccio, C7190 (2015)               | Видано в складі повного комплекту симфоній композитора |
| 2009 | Сіднейський симфонічний оркестр                                 | Володимир Ашкеназі       | Exton, EXCL-00099                     | Видано в складі повного комплекту симфоній композитора |
| 2009 | Японський філармонічний оркестр                                 | Олександр Лазарєв        | Exton, OVCL00384 (2009)               |                                                        |
| 2012 | Філармонічний оркестр Нідерландського радіо                     | James Gaffigan           | Challenge Classics, CC 72714 (2016)   |                                                        |
| 2013 | Bournemouth Symphony Orchestra                                  | Кирило Карабиць          | Onyx, ONYX4137 (2014)                 |                                                        |
| 2014 | Німецький симфонічний оркестр Берліна                           | Туган Сохієв             | Sony Music, 88985419432 (2017)        |                                                        |
| 2015 | Бергенский філармонічний оркестр                                | Ендрю Літтон             | BIS, BIS2134 (2016)                   |                                                        |
| 2016 | Orquestra Sinfônica do Estado de São Paulo                      | Marin Alsop              | Naxos, 8573620 (2017)                 |                                                        |
|      | СО Маріїнського театру                                          | Валерій Гергієв          | Mariinsky, MAR0577 (2016)             |                                                        |